# Dirk Kuijt
Dirk Kuijt (o Kuyt; dɪrk kœyt ; Katwijk, 22 luglio 1980) è un allenatore di calcio ed ex calciatore olandese, di ruolo attaccante, tecnico del Dordrecht.
Calciatore stakanovista, duttile e versatile, è stato uno dei perni sia del Liverpool che della Nazionale di calcio dei Paesi Bassi.

## Biografia
Kuijt è nato e cresciuto nel villaggio di pescatori di Katwijk. È il terzo di quattro figli; anche il padre si chiamava Dirk, era un pescatore e disse che se il figlio non avesse avuto successo nel calcio, a sua volta sarebbe diventato un pescatore. È sposato dal 6 giugno 2003 con Gertrude, che gli ha dato quattro figli e che continuò per alcuni anni a lavorare in una casa di riposo per anziani anche dopo il matrimonio. Nel 2006, il calciatore istituì con la moglie la Fondazione Dirk Kuijt, che si occupa di beneficenza e in particolare organizza eventi sportivi per i bambini disabili.
Non si è montato la testa malgrado il successo raggiunto, ed è spesso tornato a visitare i Quick Boys, la piccola società dove ha iniziato a giocare. Il padre Dirk, a cui era molto legato, morì il 29 giugno 2007 ed in seguito lo avrebbe ricordato celebrando i propri gol alzando le mani ed il volto verso il cielo.
Dopo il ritiro si dedica maggiormente al sociale con la ‘’Dirk Kuyt Foundation’’.

## Caratteristiche tecniche

### Giocatore
Si è adattato a giocare come ala destra dopo che era arrivato al Liverpool, mentre prima giocava da attaccante. Viene comunque impiegato in diverse posizioni del campo; al campionato del mondo 2014, ha giocato da ala e terzino in entrambe le fasce e in un'occasione anche come centravanti. È un giocatore potente, molto dinamico, veloce e resistente alla fatica. Dotato di buona tecnica e senso tattico, è inoltre particolarmente duttile, sacrificandosi nel recupero palla ed esercitando un pressing asfissiante sugli avversari. Dopo essere stato spostato sulla fascia, ha confermato le sue doti sia nella fase difensiva che in quella offensiva, correndo su e giù per la corsia laterale da inizio a fine partita.
In virtù delle sue doti di instancabile corridore, il suo allenatore al Liverpool Rafael Benítez gli diede il soprannome "Mr. Duracell", come le famose batterie di lunga durata. Il grande Johan Cruijff, noto per la parsimonia delle sue dichiarazioni, ha affermato che è una benedizione avere per compagno uno come Kuijt, la cui presenza garantisce grande equilibrio tattico alla squadra.

## Carriera

### Giocatore

#### Club

##### Gli esordi, l'arrivo a Utrecht

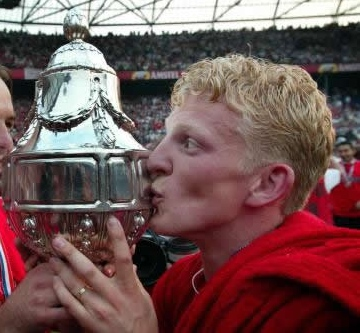
Kuijt festeggia la vittoria dell'Utrecht in Coppa d'Olanda nel 2003.

Kuijt cominciò a giocare all'età di 5 anni e crebbe calcisticamente nella locale squadra amatoriale dei Quick Boys. Nel marzo 1998 entrò in prima squadra, giocando le ultime sei gare della stagione e attirando l'attenzione dell'Utrecht, squadra di Eredivisie. Quella stessa estate, il diciottenne Kuijt firmò per l'Utrecht il suo primo contratto professionistico, diventando subito titolare della prima squadra e giocando inizialmente nel ruolo di ala, a supporto del centravanti serbo Igor Gluščević. Nella stagione 2000-2001 fu impiegato in posizione più avanzata e si distinse segnando 10 reti in campionato.
Nel campionato 2002-2003, con l'arrivo del nuovo allenatore Foeke Booy, il giovane olandese trovò maggiore spazio come prima punta e mise a segno 20 reti. Quella stagione l'Utrecht disputò la finale di Coppa d'Olanda contro il Feyenoord e, pur essendo sfavorito, vinse 4-1 e si aggiudicò il trofeo; Kuijt realizzò una rete e fu nominato Man of the match. Poche settimane dopo fu venduto per 1 milione di euro allo stesso Feyenoord, andando a rimpiazzare il partente Pierre van Hooijdonk.

##### Feyenoord
Al Feyenoord, Kuijt divenne ben presto uno dei beniamini dei tifosi, soprattutto per le sue capacità realizzative. Nella prima stagione a Rotterdam mise a segno altri 20 gol in Eredivisie. Realizzò la prima tripletta nella gara di apertura del campionato 2004-05 contro il De Graafschap, e la seconda nella vittoria per 6-3 sul Den Haag. Quell'anno fu capocannoniere di Eredivisie con 29 reti – suo record personale - e a fine stagione fu richiesto da importanti club europei.
Nel 2005 divenne capitano del Feyenoord, andò in rete altre 25 volte fra campionato e coppe e fu eletto giocatore olandese dell'anno 2006. Il 18 agosto 2006 fu venduto al Liverpool per una cifra che si presume sia stata di circa 9 o 10 milioni di sterline. Nelle tre stagioni passate con il Feyenoord, segnò 71 gol in 101 partite di campionato.

##### Liverpool

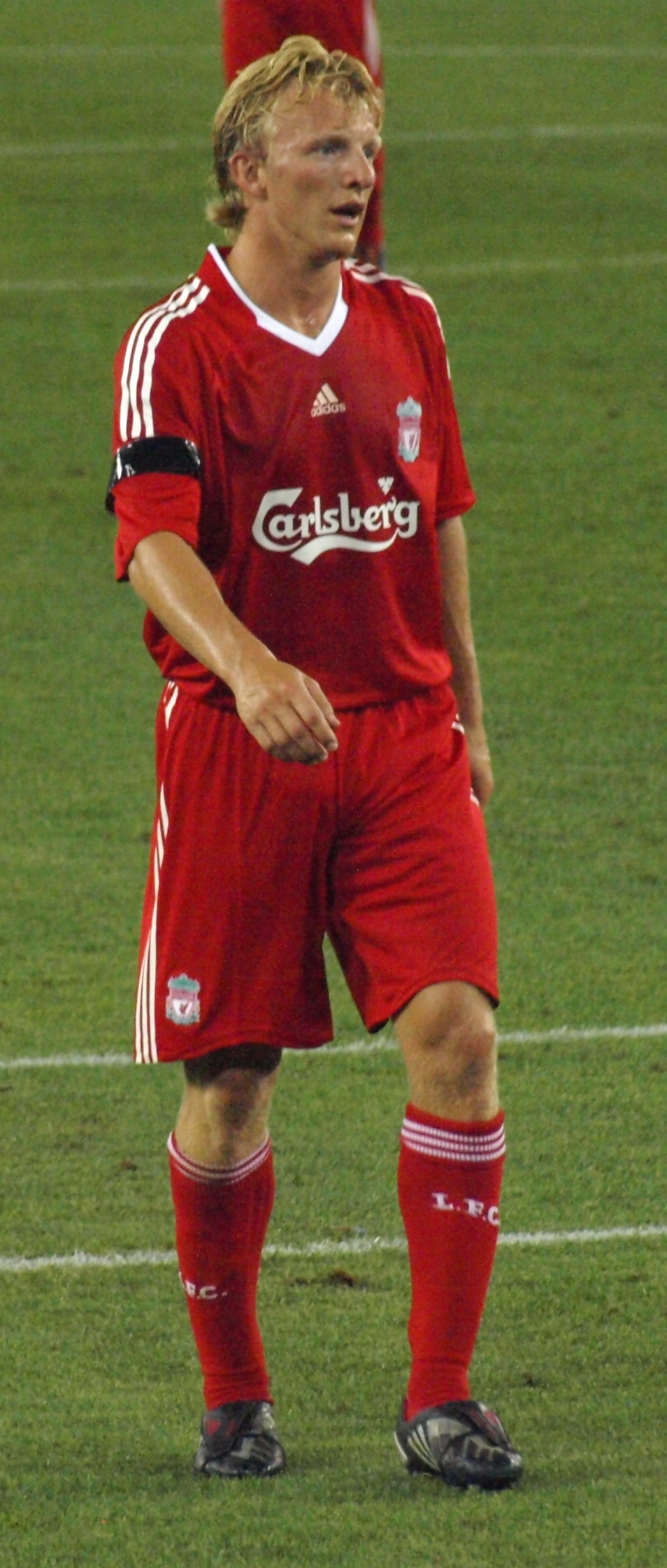
Kuijt con la maglia del Liverpool nel 2009.

A proposito del trasferimento, Kuijt affermò che era sua intenzione lasciare il Feyenoord solo per andare in una società veramente importante, e di essere quindi particolarmente compiaciuto di poter giocare in una squadra fantastica come il Liverpool. Rimasto in panchina nella prima partita stagionale, Kuijt fece il suo debutto come sostituto nell'incontro del 26 agosto contro il West Ham. La prima gara da titolare fu contro il PSV Eindhoven in Champions League, dopo la quale è spesso sceso in campo dal primo minuto.

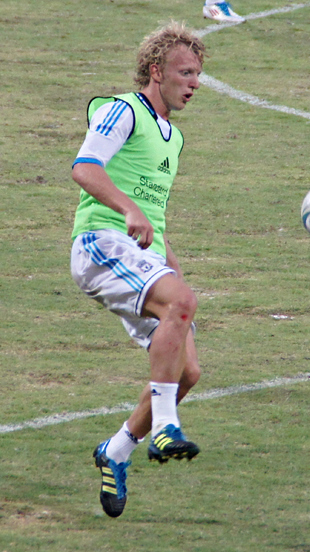
Kuijt in allenamento con il Liverpool nel 2011.

Nella terza partita da titolare, il 20 settembre 2006, Kuijt segnò il suo primo gol con la maglia dei reds nell'incontro casalingo di Premier League contro il Newcastle United. Nella gara successiva realizzò un'altra rete contro il Tottenham. Siglò il suo terzo gol ancora ad Anfield, nella vittoria per 3-1 sull'Aston Villa. Due settimane dopo mise a segno la sua prima doppietta nel campionato inglese, fissando il 2-0 con cui il Liverpool piegò il Reading.
Il 20 gennaio 2007 aprì le marcature contro il Chelsea dopo soli 4 minuti, nella gara di campionato in cui il Liverpool sconfisse i campioni in carica per 2-0. La rete dell'olandese coincise con il primo gol del Liverpool contro una delle prime quattro in classifica nella stagione 2006-2007. Nella partita casalinga contro il West Ham, giocata il 30 gennaio 2007, l'attaccante aprì le marcature, siglando il suo decimo gol in Premier League.
Kuijt fu un elemento chiave anche nella vittoria ai rigori in semifinale di UEFA Champions League 2006-2007 contro il Chelsea, quando mise a segno il rigore decisivo per la vittoria della sua squadra. Andò ancora in rete nella finale di Champions ad Atene contro il Milan, che tuttavia si affermò piegando per 2-1 gli inglesi.
Il suo primo gol nella stagione 2007-2008, Kuijt lo realizzò nel 4-0 di Anfield (terzo turno preliminare della Champions League) con cui i Reds eliminarono i francesi del Tolosa il 28 agosto 2007. Nel derby contro l'Everton, l'olandese mise a segno i due rigori che consegnarono la vittoria per 2-1 al Liverpool.
Nella Champions League 2007-2008, Kuijt siglò sette gol diventando il capocannoniere del Liverpool nella manifestazione. Il 3 aprile 2009 prolungò di due anni il contratto con il Liverpool, che era in scadenza nel 2010. Di grande rilievo la tripletta che realizzò nel marzo del 2011 in Premiership nella vittoria casalinga per 3-1 sulla capolista Manchester United, che si sarebbe laureato campione d'Inghilterra qualche settimana dopo.
Nell'ultima annata con il Liverpool, nel febbraio del 2012 segnò una rete nella finale di League Cup, vinta ai rigori dai reds sul Cardiff City. Fu una delle poche occasioni in cui ebbe modo di mettersi in luce, costretto spesso alla panchina dal tecnico Kenny Dalglish malgrado avesse giocato bene la stagione precedente, in cui era stato capocannoniere e migliore assist-man del Liverpool in Premier. Non avendo ottenuto garanzie di giocare con regolarità nella stagione 2012-2013 dal nuovo coach Brendan Rodgers, Kujit chiese di essere ceduto subito. Gli sarebbe convenuto economicamente attendere la scadenza del contratto, che era stato prolungato fino al 2013, ma la voglia di giocare e di mantenere il posto in Nazionale gli fecero cambiare idea.

##### Fenerbahçe

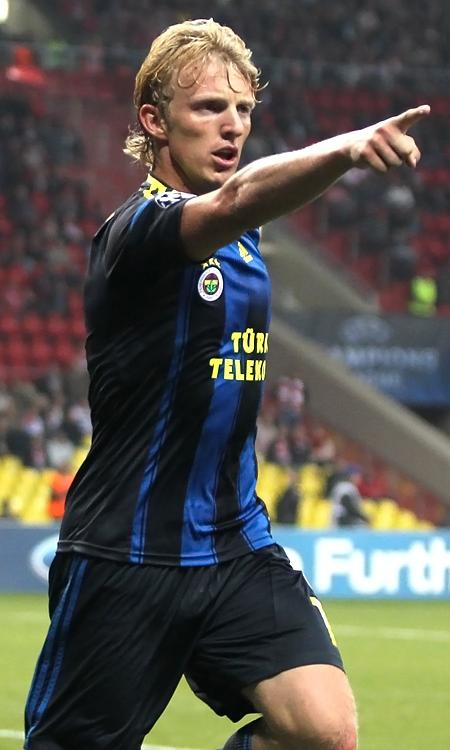
Kuijt con la maglia del Fenerbahçe nel 2012.

Il 3 giugno 2012 fu ufficializzato il suo passaggio al Fenerbahçe, che gli aveva manifestato fiducia e prospettato programmi ambiziosi. Secondo la clausola di rescissione del contratto, i turchi pagarono al Liverpool un milione di euro, mentre il giocatore firmò un nuovo contratto che gli garantì 2,85 milioni di euro a stagione più 17.500 per ogni partita giocata. Il 1º agosto 2012 fece il suo debutto con la nuova squadra nei preliminari di Champions League nel pareggio casalingo contro il Vaslui. Il 7 ottobre, in occasione della sfida vinta per 3-0 contro il Beşiktaş, toccò quota 600 presenze con i club professionistici.
Dopo la vittoria nella Coppa di Turchia ed il secondo posto in campionato della squadra nella stagione precedente, ha contribuito alla vittoria del Fenerbahçe nel campionato 2013-2014, siglando 10 reti in 32 incontri.

##### Ritorno al Feyenoord e il ritiro
Il 10 aprile 2015 viene annunciato il suo ritorno al Feyenoord con il quale firma un contratto annuale per la stagione 2015-2016.
Comincia la stagione subito ad alti livelli segnando una doppietta messa in Coppa d'Olanda contro il PEC Zwolle e realizzando 10 gol nelle prime 10 giornate di Eredivisie, tra cui due triplette realizzate il 17 e il 25 ottobre nelle vittorie per 2-5 e 3-1 contro Heerenveen e AZ Alkmaar. Il 21 gennaio 2016, nella partita di Eredivisie contro il Roda, valevole per la 24ª giornata del campionato olandese, Kujit segna il gol del momentaneo vantaggio dei Rotterdammers e raggiunge quota 100 reti segnate (considerando tutte le competizioni) con la maglia del club biancorosso. Il 24 aprile vince il suo primo trofeo con il Feyenoord ovvero la Coppa d’Olanda contro l’Utrecht.
Nella stagione successiva, il 14 maggio 2017 segna una tripletta nel 3-1 contro l'Heracles all'ultima giornata e permette al Feyenoord di tornare a vincere l'Eredivisie a diciotto anni dall'ultima volta. Tre giorni dopo annuncia il proprio ritiro dal calcio; complessivamente con la maglia del Feyenoord ha messo insieme 199 presenze con 121 gol segnati. Ciò nonostante nel 2018 decide di giocare mezza stagione nella squadra che lo aveva lanciato e per la quale sta lavorando come collaboratore, quella dei Quick Boys tra gli amatoriali olandesi. A fine stagione, chiude definitivamente col calcio giocato e, come già annunciato il 6 aprile, diventa allenatore dell'Under-19 del Feyenoord.

#### Nazionale

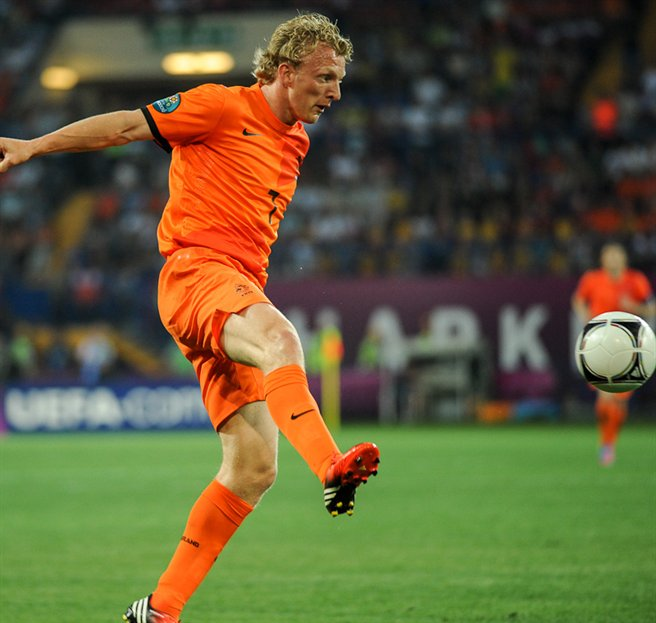
Dirk Kuijt con la maglia della Nazionale olandese ad Euro 2012.

Con l'arrivo di Marco van Basten sulla panchina della Nazionale olandese, molti giocatori affermati, come Roy Makaay e Patrick Kluivert, persero il posto in squadra. Kuijt fece così il proprio debutto nel settembre 2004 (nella gara di esordio dello stesso Van Basten) contro il Liechtenstein. Divenne subito uno dei titolari della squadra Oranje e fu schierato dall'inizio in undici delle dodici gare di qualificazione al campionato del mondo 2006. Segnò la sua prima rete in Nazionale il 9 ottobre 2004, nel pareggio per 2-2 con la Macedonia valido per le qualificazioni ai mondiali. Giocò una delle sue migliori partite in Nazionale nel 2005 a Praga, quando l'Olanda sconfisse 2-0 la Rep. Ceca e si qualificò per la rassegna iridata tedesca.
Al campionato del mondo 2006 di Germania, Kuijt venne inizialmente relegato in panchina. Dopo aver giocato solo gli ultimi minuti nella prima gara contro la Serbia e Montenegro, l'attaccante non scese in campo nel secondo incontro. Con la squadra già qualificata agli ottavi, nella terza partita (da giocare contro l'Argentina) Van Basten lasciò molti titolari a riposo e Kuijt poté così giocare dal primo minuto nel ruolo di ala destra. Fu confermato titolare nella partita degli ottavi, in cui la sua Nazionale fu sconfitta 1-0 ed eliminata dal Portogallo in una partita nervosa caratterizzata da due espulsioni per parte.
Convocato da van Basten per il campionato d'Europa 2008, durante la rassegna fu schierato in tutti e quattro gli incontri e mise a segno il gol dell'1 a 0 nella vittoria per 4-1 sulla Francia. Promossi nella fase a gruppi con tre larghi successi, tra cui il 3-0 all'esordio contro i campioni del mondo dell'Italia, gli olandesi furono a sorpresa sconfitti 3-1 ai quarti dalla Russia.
Fu nuovamente una delle colonne della Nazionale ai Mondiali del 2010 sudafricani, dove giocò da titolare tutti e sette gli incontri. Contribuì con un gol e tre assist al grande torneo dell'Olanda, sconfitta nella finale di un mondiale per la terza volta nella sua storia, questa volta dai campioni europei della Spagna che si imposero per 1-0. Molti pensarono che la sua carriera in Nazionale fosse giunta al termine dopo aver perso il posto di titolare al campionato d'Europa 2012, dove gli olandesi uscirono nella fase a gruppi disputata in Ucraina con tre sconfitte in tre gare, ed il successivo trasferimento dal Liverpool al Fenerbahçe.
Dimostrò invece nuovamente le proprie doti e fu impiegato dal CT Van Gaal in cinque partite di qualificazione al campionato del mondo 2014. Convocato per la fase finale, non ha giocato i primi due incontri ma ha riconquistato la maglia di titolare nella successiva partita, vinta 2-0 contro il Cile, che ha garantito il primo posto nel girone agli olandesi. Verrà schierato titolare per tutto il resto del torneo da Van Gaal, quasi sempre a protezione della fascia destra a supporto di Arjen Robben. Nella vittoriosa gara degli ottavi contro il Messico è diventato il settimo calciatore olandese a raggiungere le 100 presenze in Nazionale. Sia il quarto di finale vinto contro la Costa Rica che la semifinale persa contro l'Argentina sono finite 0-0 e si sono decise ai rigori, in entrambe le gare Kuijt non fallisce il calcio dagli 11 metri a sua disposizione. Conclude il mondiale giocando la finale per il terzo posto, in cui l'Olanda supera 3-0 i padroni di casa del Brasile.
Il 3 ottobre 2014 annuncia l'addio alla nazionale dopo 10 anni in cui ha ottenuto 104 presenze e segnato 24 gol.
Nelle sue 104 presenze in Nazionale, è sempre rimasto in campo per tutta la durata delle partite, non essendo stato mai sostituito né subentrato.

### Allenatore

#### Gli inizi
Nel 2018-2019 alla guida dell'Under-19 del Feyenoord arriva secondo dietro all'Ajax di John Heitinga. L'anno seguente avrebbe seguito Jaap Stam in prima squadra ma l'arrivo di Dick Advocaat e lo scoppio della pandemia di Coronavirus hanno frenato la sua scalata. Dopo aver deciso di intraprendere un nuovo percorso, il 2 febbraio 2021 rescinde il contratto con il club di Rotterdam.

#### ADO Den Haag e Beerschot VA
Il 2 giugno 2022 viene annunciato come nuovo allenatore dell'ADO Den Haag.
Il 24 novembre seguente viene esonerato con la squadra al diciassettesimo posto in campionato e viene sostituito da Dick Advocaat.
Il 28 dicembre 2023 viene ingaggiato dal Beerschot VA  con cui ottiene la promozione nella massima serie al primo anno e la retrocessione al secondo.

#### Dordrecht
Nel giugno del 2025 viene ingaggiato dal Dordrecht nella seconda serie olandese.

## Statistiche

### Presenze e reti nei club
Tra club, nazionale maggiore e nazionali giovanili, Kuijt ha giocato 929 partite segnando 330 reti, alla media di 0,36 gol a partita.
Statistiche aggiornate al termine della carriera da calciatore.
| Stagione          | Squadra           | Campionato        | Campionato | Campionato | Coppe nazionali | Coppe nazionali | Coppe nazionali | Coppe continentali | Coppe continentali | Coppe continentali | Altre coppe | Altre coppe | Altre coppe | Totale | Totale |
| Stagione          | Squadra           | Comp              | Pres       | Reti       | Comp            | Pres            | Reti            | Comp               | Pres               | Reti               | Comp        | Pres        | Reti        | Pres   | Reti   |
| ----------------- | ----------------- | ----------------- | ---------- | ---------- | --------------- | --------------- | --------------- | ------------------ | ------------------ | ------------------ | ----------- | ----------- | ----------- | ------ | ------ |
| 1997-1998         | Quick Boys        | HK                | 6          | 3          | CO              | 0               | 0               | -                  | -                  | -                  | -           | -           | -           | 6      | 3      |
| 1998-1999         | Utrecht           | ED                | 28         | 5          | CO              | 2               | 1               | -                  | -                  | -                  | -           | -           | -           | 30     | 6      |
| 1999-2000         | Utrecht           | ED                | 32         | 6          | CO              | 4               | 4               | -                  | -                  | -                  | -           | -           | -           | 36     | 10     |
| 2000-2001         | Utrecht           | ED                | 32         | 13         | CO              | 5               | 3               | -                  | -                  | -                  | -           | -           | -           | 37     | 16     |
| 2001-2002         | Utrecht           | ED                | 34         | 7          | CO              | 3               | 3               | CU                 | 4                  | 1                  | -           | -           | -           | 41     | 11     |
| 2002-2003         | Utrecht           | ED                | 34         | 20         | CO              | 4               | 2               | CU                 | 2                  | 1                  | -           | -           | -           | 40     | 23     |
| Totale Utrecht    | Totale Utrecht    | Totale Utrecht    | 160        | 51         |                 | 18              | 13              |                    | 6                  | 2                  |             | 0           | 0           | 184    | 66     |
| 2003-2004         | Feyenoord         | ED                | 34         | 20         | CO              | 2               | 1               | CU                 | 4                  | 1                  | -           | -           | -           | 40     | 22     |
| 2004-2005         | Feyenoord         | ED                | 34         | 29         | CO              | 3               | 4               | CU                 | 7                  | 3                  | -           | -           | -           | 44     | 36     |
| 2005-2006         | Feyenoord         | ED                | 33+2       | 22+2       | CO              | 1               | 0               | CU                 | 2                  | 1                  | -           | -           | -           | 38     | 25     |
| 2006-2007         | Liverpool         | PL                | 34         | 12         | FACup+CdL       | 1+2             | 1+0             | UCL                | 11                 | 1                  | CS          | -           | -           | 48     | 14     |
| 2007-2008         | Liverpool         | PL                | 32         | 3          | FACup+CdL       | 4+0             | 1               | UCL                | 12                 | 7                  | -           | -           | -           | 48     | 11     |
| 2008-2009         | Liverpool         | PL                | 38         | 12         | FACup+CdL       | 2+0             | 0               | UCL                | 11                 | 3                  | -           | -           | -           | 51     | 15     |
| 2009-2010         | Liverpool         | PL                | 37         | 9          | FACup+CdL       | 2+1             | 0               | UCL+UEL            | 6+7                | 1+1                | -           | -           | -           | 53     | 11     |
| 2010-2011         | Liverpool         | PL                | 33         | 13         | FACup+CdL       | 1+0             | 0               | UEL                | 7                  | 2                  | -           | -           | -           | 41     | 15     |
| 2011-2012         | Liverpool         | PL                | 34         | 2          | FACup+CdL       | 5+5             | 1+2             | -                  | -                  | -                  | -           | -           | -           | 44     | 5      |
| Totale Liverpool  | Totale Liverpool  | Totale Liverpool  | 208        | 51         |                 | 23              | 5               |                    | 54                 | 15                 |             | 0           | 0           | 285    | 71     |
| 2012-2013         | Fenerbahçe        | SL                | 31         | 8          | TK              | 7               | 1               | UCL+UEL            | 4+13               | 3+4                | ST          | 1           | 1           | 56     | 17     |
| 2013-2014         | Fenerbahçe        | SL                | 32         | 10         | TK              | 0               | 0               | UCL                | 4                  | 0                  | ST          | 1           | 0           | 37     | 10     |
| 2014-2015         | Fenerbahçe        | SL                | 32         | 8          | TK              | 4               | 2               | -                  | -                  | -                  | ST          | 1           | 0           | 37     | 10     |
| Totale Fenerbahçe | Totale Fenerbahçe | Totale Fenerbahçe | 95         | 26         |                 | 11              | 3               |                    | 21                 | 7                  |             | 3           | 1           | 130    | 37     |
| 2015-2016         | Feyenoord         | ED                | 32         | 19         | CO              | 6               | 4               | -                  | -                  | -                  | -           | -           | -           | 38     | 23     |
| 2016-2017         | Feyenoord         | ED                | 31         | 12         | CO              | 2               | 3               | UEL                | 5                  | 0                  | SO          | 1           | 0           | 39     | 15     |
| Totale Feyenoord  | Totale Feyenoord  | Totale Feyenoord  | 164+2      | 102+2      |                 | 14              | 12              |                    | 18                 | 5                  |             | 1           | 0           | 199    | 121    |
| 2017-2018         | Quick Boys        | DD                | 3          | 0          | CO              | 0               | 0               | -                  | -                  | -                  | -           | -           | -           | 3      | 0      |
| Totale Quick Boys | Totale Quick Boys | Totale Quick Boys | 9          | 3          |                 | 0               | 0               |                    | 0                  | 0                  |             | 0           | 0           | 9      | 3      |
| Totale carriera   | Totale carriera   | Totale carriera   | 638        | 235        |                 | 66              | 33              |                    | 99                 | 29                 |             | 4           | 1           | 807    | 298    |

### Cronologia presenze e reti in nazionale
| Cronologia completa delle presenze e delle reti in nazionale ― Paesi Bassi | Cronologia completa delle presenze e delle reti in nazionale ― Paesi Bassi | Cronologia completa delle presenze e delle reti in nazionale ― Paesi Bassi | Cronologia completa delle presenze e delle reti in nazionale ― Paesi Bassi | Cronologia completa delle presenze e delle reti in nazionale ― Paesi Bassi | Cronologia completa delle presenze e delle reti in nazionale ― Paesi Bassi | Cronologia completa delle presenze e delle reti in nazionale ― Paesi Bassi | Cronologia completa delle presenze e delle reti in nazionale ― Paesi Bassi |
| Data                                                                       | Città                                                                      | In casa                                                                    | Risultato                                                                  | Ospiti                                                                     | Competizione                                                               | Reti                                                                       | Note                                                                       |
| -------------------------------------------------------------------------- | -------------------------------------------------------------------------- | -------------------------------------------------------------------------- | -------------------------------------------------------------------------- | -------------------------------------------------------------------------- | -------------------------------------------------------------------------- | -------------------------------------------------------------------------- | -------------------------------------------------------------------------- |
| 3-9-2004                                                                   | Utrecht                                                                    | Paesi Bassi                                                                | 3 – 0                                                                      | Liechtenstein                                                              | Amichevole                                                                 | -                                                                          |                                                                            |
| 8-9-2004                                                                   | Amsterdam                                                                  | Paesi Bassi                                                                | 2 – 0                                                                      | Rep. Ceca                                                                  | Qual. Mondiali 2006                                                        | -                                                                          |                                                                            |
| 9-10-2004                                                                  | Skopje                                                                     | Macedonia                                                                  | 2 – 2                                                                      | Paesi Bassi                                                                | Qual. Mondiali 2006                                                        | 1                                                                          |                                                                            |
| 13-10-2004                                                                 | Amsterdam                                                                  | Paesi Bassi                                                                | 3 – 1                                                                      | Finlandia                                                                  | Qual. Mondiali 2006                                                        | -                                                                          |                                                                            |
| 17-11-2004                                                                 | Barcellona                                                                 | Andorra                                                                    | 0 – 3                                                                      | Paesi Bassi                                                                | Qual. Mondiali 2006                                                        | -                                                                          |                                                                            |
| 9-2-2005                                                                   | Birmingham                                                                 | Inghilterra                                                                | 0 – 0                                                                      | Paesi Bassi                                                                | Amichevole                                                                 | -                                                                          |                                                                            |
| 26-3-2005                                                                  | Bucarest                                                                   | Romania                                                                    | 0 – 2                                                                      | Paesi Bassi                                                                | Qual. Mondiali 2006                                                        | -                                                                          |                                                                            |
| 30-3-2005                                                                  | Eindhoven                                                                  | Paesi Bassi                                                                | 2 – 0                                                                      | Armenia                                                                    | Qual. Mondiali 2006                                                        | -                                                                          |                                                                            |
| 4-6-2005                                                                   | Rotterdam                                                                  | Paesi Bassi                                                                | 2 – 0                                                                      | Romania                                                                    | Qual. Mondiali 2006                                                        | 1                                                                          |                                                                            |
| 8-6-2005                                                                   | Helsinki                                                                   | Finlandia                                                                  | 0 – 4                                                                      | Paesi Bassi                                                                | Qual. Mondiali 2006                                                        | 1                                                                          |                                                                            |
| 17-8-2005                                                                  | Rotterdam                                                                  | Paesi Bassi                                                                | 2 – 2                                                                      | Germania                                                                   | Amichevole                                                                 | -                                                                          |                                                                            |
| 3-9-2005                                                                   | Erevan                                                                     | Armenia                                                                    | 0 – 1                                                                      | Paesi Bassi                                                                | Qual. Mondiali 2006                                                        | -                                                                          |                                                                            |
| 8-10-2005                                                                  | Praga                                                                      | Rep. Ceca                                                                  | 0 – 2                                                                      | Paesi Bassi                                                                | Qual. Mondiali 2006                                                        | -                                                                          |                                                                            |
| 12-10-2005                                                                 | Amsterdam                                                                  | Paesi Bassi                                                                | 0 – 0                                                                      | Macedonia                                                                  | Qual. Mondiali 2006                                                        | -                                                                          |                                                                            |
| 12-11-2005                                                                 | Amsterdam                                                                  | Paesi Bassi                                                                | 1 – 3                                                                      | Italia                                                                     | Amichevole                                                                 | -                                                                          |                                                                            |
| 1-3-2006                                                                   | Amsterdam                                                                  | Paesi Bassi                                                                | 1 – 0                                                                      | Ecuador                                                                    | Amichevole                                                                 | 1                                                                          |                                                                            |
| 27-5-2006                                                                  | Rotterdam                                                                  | Paesi Bassi                                                                | 1 – 0                                                                      | Camerun                                                                    | Amichevole                                                                 | -                                                                          |                                                                            |
| 1-6-2006                                                                   | Eindhoven                                                                  | Paesi Bassi                                                                | 2 – 1                                                                      | Messico                                                                    | Amichevole                                                                 | -                                                                          | cap.                                                                       |
| 4-6-2006                                                                   | Eindhoven                                                                  | Paesi Bassi                                                                | 1 – 1                                                                      | Australia                                                                  | Amichevole                                                                 | -                                                                          |                                                                            |
| 11-6-2006                                                                  | Lipsia                                                                     | Serbia e Montenegro                                                        | 0 – 1                                                                      | Paesi Bassi                                                                | Mondiali 2006 - 1º turno                                                   | -                                                                          |                                                                            |
| 21-6-2006                                                                  | Francoforte                                                                | Paesi Bassi                                                                | 0 – 0                                                                      | Argentina                                                                  | Mondiali 2006 - 1º turno                                                   | -                                                                          |                                                                            |
| 25-6-2006                                                                  | Norimberga                                                                 | Portogallo                                                                 | 1 – 0                                                                      | Paesi Bassi                                                                | Mondiali 2006 - Ottavi di finale                                           | -                                                                          |                                                                            |
| 16-8-2006                                                                  | Dublino                                                                    | Irlanda                                                                    | 0 – 4                                                                      | Paesi Bassi                                                                | Amichevole                                                                 | -                                                                          |                                                                            |
| 2-9-2006                                                                   | Lussemburgo                                                                | Lussemburgo                                                                | 0 – 1                                                                      | Paesi Bassi                                                                | Qual. Euro 2008                                                            | -                                                                          |                                                                            |
| 6-9-2006                                                                   | Eindhoven                                                                  | Paesi Bassi                                                                | 3 – 0                                                                      | Bielorussia                                                                | Qual. Euro 2008                                                            | 1                                                                          |                                                                            |
| 7-10-2006                                                                  | Sofia                                                                      | Bulgaria                                                                   | 1 – 1                                                                      | Paesi Bassi                                                                | Qual. Euro 2008                                                            | -                                                                          |                                                                            |
| 15-11-2006                                                                 | Amsterdam                                                                  | Paesi Bassi                                                                | 1 – 1                                                                      | Inghilterra                                                                | Amichevole                                                                 | -                                                                          |                                                                            |
| 7-2-2007                                                                   | Amsterdam                                                                  | Paesi Bassi                                                                | 4 – 1                                                                      | Russia                                                                     | Amichevole                                                                 | -                                                                          |                                                                            |
| 28-3-2007                                                                  | Celje                                                                      | Slovenia                                                                   | 0 – 1                                                                      | Paesi Bassi                                                                | Qual. Euro 2008                                                            | -                                                                          |                                                                            |
| 2-6-2007                                                                   | Seul                                                                       | Corea del Sud                                                              | 0 – 2                                                                      | Paesi Bassi                                                                | Amichevole                                                                 | -                                                                          |                                                                            |
| 6-6-2007                                                                   | Bangkok                                                                    | Thailandia                                                                 | 1 – 3                                                                      | Paesi Bassi                                                                | Amichevole                                                                 | -                                                                          |                                                                            |
| 22-8-2007                                                                  | Lancy                                                                      | Svizzera                                                                   | 2 – 1                                                                      | Paesi Bassi                                                                | Amichevole                                                                 | 1                                                                          |                                                                            |
| 12-9-2007                                                                  | Tirana                                                                     | Albania                                                                    | 0 – 1                                                                      | Paesi Bassi                                                                | Qual. Euro 2008                                                            | -                                                                          |                                                                            |
| 17-11-2007                                                                 | Eindhoven                                                                  | Paesi Bassi                                                                | 1 – 0                                                                      | Lussemburgo                                                                | Qual. Euro 2008                                                            | -                                                                          |                                                                            |
| 21-11-2007                                                                 | Minsk                                                                      | Bielorussia                                                                | 2 – 1                                                                      | Paesi Bassi                                                                | Qual. Euro 2008                                                            | -                                                                          |                                                                            |
| 24-5-2008                                                                  | Rotterdam                                                                  | Paesi Bassi                                                                | 3 – 0                                                                      | Ucraina                                                                    | Amichevole                                                                 | 1                                                                          |                                                                            |
| 29-5-2008                                                                  | Eindhoven                                                                  | Paesi Bassi                                                                | 1 – 1                                                                      | Danimarca                                                                  | Amichevole                                                                 | -                                                                          |                                                                            |
| 1-6-2008                                                                   | Rotterdam                                                                  | Paesi Bassi                                                                | 2 – 0                                                                      | Galles                                                                     | Amichevole                                                                 | -                                                                          |                                                                            |
| 9-6-2008                                                                   | Berna                                                                      | Paesi Bassi                                                                | 3 – 0                                                                      | Italia                                                                     | Euro 2008 - 1º turno                                                       | -                                                                          |                                                                            |
| 13-6-2008                                                                  | Zurigo                                                                     | Paesi Bassi                                                                | 4 – 1                                                                      | Francia                                                                    | Euro 2008 - 1º turno                                                       | 1                                                                          |                                                                            |
| 17-6-2008                                                                  | Berna                                                                      | Paesi Bassi                                                                | 2 – 0                                                                      | Romania                                                                    | Euro 2008 - 1º turno                                                       | -                                                                          |                                                                            |
| 21-6-2008                                                                  | Basilea                                                                    | Paesi Bassi                                                                | 1 – 3                                                                      | Russia                                                                     | Euro 2008 - Quarti di finale                                               | -                                                                          |                                                                            |
| 20-8-2008                                                                  | Mosca                                                                      | Russia                                                                     | 1 – 1                                                                      | Paesi Bassi                                                                | Amichevole                                                                 | -                                                                          |                                                                            |
| 6-9-2008                                                                   | Eindhoven                                                                  | Paesi Bassi                                                                | 1 – 2                                                                      | Australia                                                                  | Amichevole                                                                 | -                                                                          |                                                                            |
| 10-9-2008                                                                  | Skopje                                                                     | Macedonia                                                                  | 1 – 2                                                                      | Paesi Bassi                                                                | Qual. Mondiali 2010                                                        | -                                                                          |                                                                            |
| 11-10-2008                                                                 | Rotterdam                                                                  | Paesi Bassi                                                                | 2 – 0                                                                      | Islanda                                                                    | Qual. Mondiali 2010                                                        | -                                                                          |                                                                            |
| 15-10-2008                                                                 | Oslo                                                                       | Norvegia                                                                   | 0 – 1                                                                      | Paesi Bassi                                                                | Qual. Mondiali 2010                                                        | -                                                                          |                                                                            |
| 19-11-2008                                                                 | Amsterdam                                                                  | Paesi Bassi                                                                | 3 – 1                                                                      | Svezia                                                                     | Amichevole                                                                 | 1                                                                          |                                                                            |
| 11-2-2009                                                                  | Radès                                                                      | Tunisia                                                                    | 1 – 1                                                                      | Paesi Bassi                                                                | Amichevole                                                                 | -                                                                          |                                                                            |
| 28-3-2009                                                                  | Amsterdam                                                                  | Paesi Bassi                                                                | 3 – 0                                                                      | Scozia                                                                     | Qual. Mondiali 2010                                                        | 1                                                                          |                                                                            |
| 1-4-2009                                                                   | Amsterdam                                                                  | Paesi Bassi                                                                | 4 – 0                                                                      | Macedonia                                                                  | Qual. Mondiali 2010                                                        | 2                                                                          |                                                                            |
| 6-6-2009                                                                   | Reykjavík                                                                  | Islanda                                                                    | 1 – 2                                                                      | Paesi Bassi                                                                | Qual. Mondiali 2010                                                        | -                                                                          |                                                                            |
| 10-6-2009                                                                  | Rotterdam                                                                  | Paesi Bassi                                                                | 2 – 0                                                                      | Norvegia                                                                   | Qual. Mondiali 2010                                                        | -                                                                          |                                                                            |
| 16-8-2009                                                                  | Amsterdam                                                                  | Paesi Bassi                                                                | 2 – 2                                                                      | Inghilterra                                                                | Amichevole                                                                 | 1                                                                          |                                                                            |
| 5-9-2009                                                                   | Enschede                                                                   | Paesi Bassi                                                                | 3 – 0                                                                      | Giappone                                                                   | Amichevole                                                                 | -                                                                          |                                                                            |
| 9-9-2009                                                                   | Glasgow                                                                    | Scozia                                                                     | 0 – 1                                                                      | Paesi Bassi                                                                | Qual. Mondiali 2010                                                        | -                                                                          |                                                                            |
| 10-10-2009                                                                 | Sydney                                                                     | Australia                                                                  | 0 – 0                                                                      | Paesi Bassi                                                                | Amichevole                                                                 | -                                                                          |                                                                            |
| 14-11-2009                                                                 | Pescara                                                                    | Italia                                                                     | 0 – 0                                                                      | Paesi Bassi                                                                | Amichevole                                                                 | -                                                                          |                                                                            |
| 18-11-2009                                                                 | Heerenveen                                                                 | Paesi Bassi                                                                | 0 – 0                                                                      | Paraguay                                                                   | Amichevole                                                                 | -                                                                          |                                                                            |
| 3-3-2010                                                                   | Amsterdam                                                                  | Paesi Bassi                                                                | 2 – 1                                                                      | Stati Uniti                                                                | Amichevole                                                                 | 1                                                                          |                                                                            |
| 26-5-2010                                                                  | Friburgo                                                                   | Paesi Bassi                                                                | 2 – 1                                                                      | Messico                                                                    | Amichevole                                                                 | -                                                                          |                                                                            |
| 1-6-2010                                                                   | Rotterdam                                                                  | Paesi Bassi                                                                | 4 – 1                                                                      | Ghana                                                                      | Amichevole                                                                 | 1                                                                          |                                                                            |
| 5-6-2010                                                                   | Amsterdam                                                                  | Paesi Bassi                                                                | 6 – 1                                                                      | Ungheria                                                                   | Amichevole                                                                 | -                                                                          |                                                                            |
| 14-6-2010                                                                  | Johannesburg                                                               | Paesi Bassi                                                                | 2 – 0                                                                      | Danimarca                                                                  | Mondiali 2010 - 1º turno                                                   | 1                                                                          |                                                                            |
| 19-6-2010                                                                  | Durban                                                                     | Paesi Bassi                                                                | 1 – 0                                                                      | Giappone                                                                   | Mondiali 2010 - 1º turno                                                   | -                                                                          |                                                                            |
| 24-6-2010                                                                  | Città del Capo                                                             | Camerun                                                                    | 1 – 2                                                                      | Paesi Bassi                                                                | Mondiali 2010 - 1º turno                                                   | -                                                                          |                                                                            |
| 28-6-2010                                                                  | Durban                                                                     | Paesi Bassi                                                                | 2 – 1                                                                      | Slovacchia                                                                 | Mondiali 2010 - Ottavi di finale                                           | -                                                                          |                                                                            |
| 2-7-2010                                                                   | Port Elizabeth                                                             | Paesi Bassi                                                                | 2 – 1                                                                      | Brasile                                                                    | Mondiali 2010 - Quarti di finale                                           | -                                                                          |                                                                            |
| 6-7-2010                                                                   | Città del Capo                                                             | Uruguay                                                                    | 2 – 3                                                                      | Paesi Bassi                                                                | Mondiali 2010 - Semifinale                                                 | -                                                                          |                                                                            |
| 11-7-2010                                                                  | Johannesburg                                                               | Paesi Bassi                                                                | 0 – 1 dts                                                                  | Spagna                                                                     | Mondiali 2010 - Finale                                                     | -                                                                          |                                                                            |
| 3-9-2010                                                                   | Serravalle                                                                 | San Marino                                                                 | 0 – 5                                                                      | Paesi Bassi                                                                | Qual. Euro 2012                                                            | 1                                                                          |                                                                            |
| 8-10-2010                                                                  | Chișinău                                                                   | Moldavia                                                                   | 0 – 1                                                                      | Paesi Bassi                                                                | Qual. Euro 2012                                                            | -                                                                          |                                                                            |
| 12-10-2010                                                                 | Amsterdam                                                                  | Paesi Bassi                                                                | 4 – 1                                                                      | Svezia                                                                     | Qual. Euro 2012                                                            | -                                                                          |                                                                            |
| 9-2-2011                                                                   | Eindhoven                                                                  | Paesi Bassi                                                                | 3 – 1                                                                      | Austria                                                                    | Amichevole                                                                 | 1                                                                          |                                                                            |
| 25-3-2011                                                                  | Budapest                                                                   | Ungheria                                                                   | 0 – 4                                                                      | Paesi Bassi                                                                | Qual. Euro 2012                                                            | 1                                                                          |                                                                            |
| 29-3-2011                                                                  | Amsterdam                                                                  | Paesi Bassi                                                                | 5 – 3                                                                      | Ungheria                                                                   | Qual. Euro 2012                                                            | 2                                                                          |                                                                            |
| 4-6-2011                                                                   | Goiás                                                                      | Brasile                                                                    | 0 – 0                                                                      | Paesi Bassi                                                                | Amichevole                                                                 | -                                                                          |                                                                            |
| 8-6-2011                                                                   | Montevideo                                                                 | Uruguay                                                                    | 1 – 1 (4 – 3 dtr)                                                          | Paesi Bassi                                                                | Amichevole                                                                 | 1                                                                          |                                                                            |
| 2-9-2011                                                                   | Eindhoven                                                                  | Paesi Bassi                                                                | 11 – 0                                                                     | San Marino                                                                 | Qual. Euro 2012                                                            | 1                                                                          |                                                                            |
| 6-9-2011                                                                   | Helsinki                                                                   | Finlandia                                                                  | 0 – 2                                                                      | Paesi Bassi                                                                | Qual. Euro 2012                                                            | -                                                                          |                                                                            |
| 7-10-2011                                                                  | Rotterdam                                                                  | Paesi Bassi                                                                | 1 – 0                                                                      | Moldavia                                                                   | Qual. Euro 2012                                                            | -                                                                          |                                                                            |
| 11-10-2011                                                                 | Solna                                                                      | Svezia                                                                     | 3 – 2                                                                      | Paesi Bassi                                                                | Qual. Euro 2012                                                            | 1                                                                          |                                                                            |
| 11-11-2011                                                                 | Amsterdam                                                                  | Paesi Bassi                                                                | 0 – 0                                                                      | Svizzera                                                                   | Amichevole                                                                 | -                                                                          |                                                                            |
| 15-11-2011                                                                 | Amburgo                                                                    | Germania                                                                   | 3 – 0                                                                      | Paesi Bassi                                                                | Amichevole                                                                 | -                                                                          |                                                                            |
| 29-2-2012                                                                  | Londra                                                                     | Inghilterra                                                                | 2 – 3                                                                      | Paesi Bassi                                                                | Amichevole                                                                 | -                                                                          |                                                                            |
| 26-5-2012                                                                  | Amsterdam                                                                  | Paesi Bassi                                                                | 1 – 2                                                                      | Bulgaria                                                                   | Amichevole                                                                 | -                                                                          |                                                                            |
| 30-5-2012                                                                  | Rotterdam                                                                  | Paesi Bassi                                                                | 2 – 0                                                                      | Slovacchia                                                                 | Amichevole                                                                 | -                                                                          |                                                                            |
| 2-6-2012                                                                   | Amsterdam                                                                  | Paesi Bassi                                                                | 6 – 0                                                                      | Irlanda del Nord                                                           | Amichevole                                                                 | -                                                                          |                                                                            |
| 9-6-2012                                                                   | Charkiv                                                                    | Paesi Bassi                                                                | 0 – 1                                                                      | Danimarca                                                                  | Euro 2012 - 1º turno                                                       | -                                                                          |                                                                            |
| 13-6-2012                                                                  | Charkiv                                                                    | Paesi Bassi                                                                | 1 – 2                                                                      | Germania                                                                   | Euro 2012 - 1º turno                                                       | -                                                                          |                                                                            |
| 12-10-2012                                                                 | Rotterdam                                                                  | Paesi Bassi                                                                | 3 – 0                                                                      | Andorra                                                                    | Qual. Mondiali 2014                                                        | -                                                                          |                                                                            |
| 14-11-2012                                                                 | Amsterdam                                                                  | Paesi Bassi                                                                | 0 – 0                                                                      | Germania                                                                   | Amichevole                                                                 | -                                                                          | cap.                                                                       |
| 6-2-2013                                                                   | Amsterdam                                                                  | Paesi Bassi                                                                | 1 – 1                                                                      | Italia                                                                     | Amichevole                                                                 | -                                                                          |                                                                            |
| 11-6-2013                                                                  | Pechino                                                                    | Cina                                                                       | 0 – 2                                                                      | Paesi Bassi                                                                | Amichevole                                                                 | -                                                                          |                                                                            |
| 6-9-2013                                                                   | Tallinn                                                                    | Estonia                                                                    | 2 – 2                                                                      | Paesi Bassi                                                                | Qual. Mondiali 2014                                                        | -                                                                          |                                                                            |
| 10-9-2013                                                                  | Andorra la Vella                                                           | Andorra                                                                    | 0 – 2                                                                      | Paesi Bassi                                                                | Qual. Mondiali 2014                                                        | -                                                                          |                                                                            |
| 11-10-2013                                                                 | Amsterdam                                                                  | Paesi Bassi                                                                | 8 – 1                                                                      | Ungheria                                                                   | Qual. Mondiali 2014                                                        | -                                                                          |                                                                            |
| 15-10-2013                                                                 | Istanbul                                                                   | Turchia                                                                    | 0 – 2                                                                      | Paesi Bassi                                                                | Qual. Mondiali 2014                                                        | -                                                                          |                                                                            |
| 23-6-2014                                                                  | San Paolo                                                                  | Paesi Bassi                                                                | 2 – 0                                                                      | Cile                                                                       | Mondiali 2014 - 1º turno                                                   | -                                                                          |                                                                            |
| 29-6-2014                                                                  | Fortaleza                                                                  | Paesi Bassi                                                                | 2 – 1                                                                      | Messico                                                                    | Mondiali 2014 - Ottavi di finale                                           | -                                                                          |                                                                            |
| 5-7-2014                                                                   | Salvador                                                                   | Paesi Bassi                                                                | 0 – 0 dts (4 – 3 dtr)                                                      | Costa Rica                                                                 | Mondiali 2014 - Quarti di finale                                           | -                                                                          |                                                                            |
| 9-7-2014                                                                   | San Paolo                                                                  | Paesi Bassi                                                                | 0 – 0 dts (2 – 4 dtr)                                                      | Argentina                                                                  | Mondiali 2014 - Semifinale                                                 | -                                                                          |                                                                            |
| 12-7-2014                                                                  | Brasilia                                                                   | Brasile                                                                    | 0 – 3                                                                      | Paesi Bassi                                                                | Mondiali 2014 - Finale 3º posto                                            | -                                                                          |                                                                            |
| 4-9-2014                                                                   | Bari                                                                       | Italia                                                                     | 2 – 0                                                                      | Paesi Bassi                                                                | Amichevole                                                                 | -                                                                          |                                                                            |
| Totale                                                                     |                                                                            | Presenze (6º posto)                                                        | 104                                                                        |                                                                            | Reti (13º posto)                                                           | 24                                                                         |                                                                            |

### Statistiche da allenatore
Statistiche aggiornate al 28 dicembre 2023; in grassetto le competizioni vinte.
| Stagione        | Squadra         | Campionato      | Campionato | Campionato | Campionato | Campionato | Coppe nazionali | Coppe nazionali | Coppe nazionali | Coppe nazionali | Coppe nazionali | Coppe continentali | Coppe continentali | Coppe continentali | Coppe continentali | Coppe continentali | Altre coppe | Altre coppe | Altre coppe | Altre coppe | Altre coppe | Totale | Totale | Totale | Totale | % Vittorie | Piazzamento    |
| Stagione        | Squadra         | Comp            | G          | V          | N          | P          | Comp            | G               | V               | N               | P               | Comp               | G                  | V                  | N                  | P                  | Comp        | G           | V           | N           | P           | G      | V      | N      | P      | %          | Piazzamento    |
| --------------- | --------------- | --------------- | ---------- | ---------- | ---------- | ---------- | --------------- | --------------- | --------------- | --------------- | --------------- | ------------------ | ------------------ | ------------------ | ------------------ | ------------------ | ----------- | ----------- | ----------- | ----------- | ----------- | ------ | ------ | ------ | ------ | ---------- | -------------- |
| lug.-nov. 2022  | ADO Den Haag    | ED              | 16         | 4          | 4          | 8          | CO              | 1               | 1               | 0               | 0               | -                  | -                  | -                  | -                  | -                  | -           | -           | -           | -           | -           | 17     | 5      | 4      | 8      | 29,41      | Eson.          |
| dic. 2023-2024  | Beerschot VA    | D1              | -          | -          | -          | -          | CB              | -               | -               | -               | -               | -                  | -                  | -                  | -                  | -                  | -           | -           | -           | -           | -           | 0      | 0      | 0      | 0      | —          | Sub., in corso |
| Totale carriera | Totale carriera | Totale carriera | 16         | 4          | 4          | 8          |                 | 1               | 1               | 0               | 0               |                    | -                  | -                  | -                  | -                  |             | -           | -           | -           | -           | 17     | 5      | 4      | 8      | 29,41      |                |

## Palmarès

### Giocatore

#### Club
- Coppa dei Paesi Bassi: 2

Utrecht: 2002-2003
Feyenoord: 2015-2016
- Coppa di Lega inglese: 1

Liverpool: 2011-2012
- Coppa di Turchia: 1

Fenerbahçe: 2012-2013
- Campionato turco: 1

Fenerbahçe: 2013-2014
- Supercoppa di Turchia: 1

Fenerbahçe: 2014
- Campionato olandese: 1

Feyenoord: 2016-2017

#### Individuale
- Gouden Schoen: 1

2003
- Capocannoniere dell'Eredivisie: 1

2004-2005 (29 gol)
- Calciatore olandese dell'anno: 1

2006
- Miglior assistman del Campionato mondiale di calcio: 1

2010 (3 assist a pari merito con Thomas Müller, Mesut Özil, Bastian Schweinsteiger e Kaká)

### Allenatore
- Campionato belga di seconda divisione: 1

Beerschot VA: 2023-2024